# Leipziger Männerchor

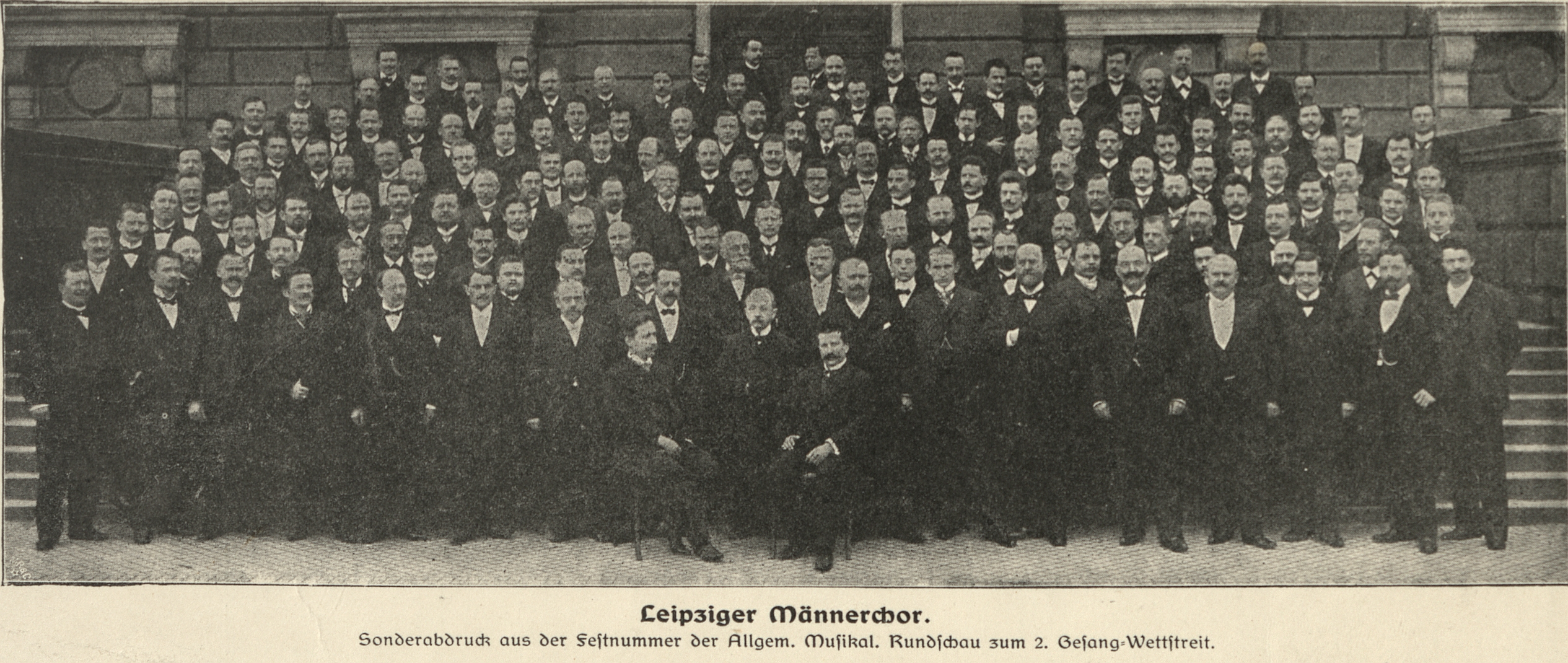
Leipziger Männerchor 1903

Der Leipziger Männerchor ist ein Chor in Leipzig, der 1891 von Gustav Wohlgemuth gegründet wurde.

## Geschichte
Am 14. März 1891 vereinigte Gustav Wohlgemuth die beiden von ihm geleiteten örtlichen Chöre „Liederfels“ (gegründet 1869, 47 Sänger) und „Liederhain“ (gegründet 1883, 37 Sänger) zum Leipziger Männerchor. Das erste bedeutende Konzert fand am 15. November gleichen Jahres im Theatersaal des Leipziger Krystallpalastes statt.
Nach zahlreichen regionalen Auftritten erfolgte am 27. März 1897 im Rahmen der ersten großen Konzertreise eine Darbietung des mittlerweile 127 Sänger umfassenden Chors in der Berliner Philharmonie. Weitere Reisen führten in zahlreiche Städte des In- und Auslandes; als Höhepunkte sind neben den Deutschen-Sängerbund-Festen die Chorauftritte vor König Albert von Sachsen (Dresden, 20. März 1898) und Kaiser Wilhelm II. (Kiel, 24. Januar 1901 und Wien, 23. März 1914) zu nennen. In Leipzig selbst gab der Chor jährlich mindestens drei Großkonzerte, die von bis zu 3000 Gästen besucht wurden.
Während der Frühjahrskonzerte am 6. und 7. April des Jahres 1906 in Leipzig fand in Gegenwart des Komponisten die Erstaufführung von Friedrich Hegars Das Herz des Douglas statt, Hegar wurde anschließend zum Ehrenmitglied des Leipziger Männerchors ernannt.

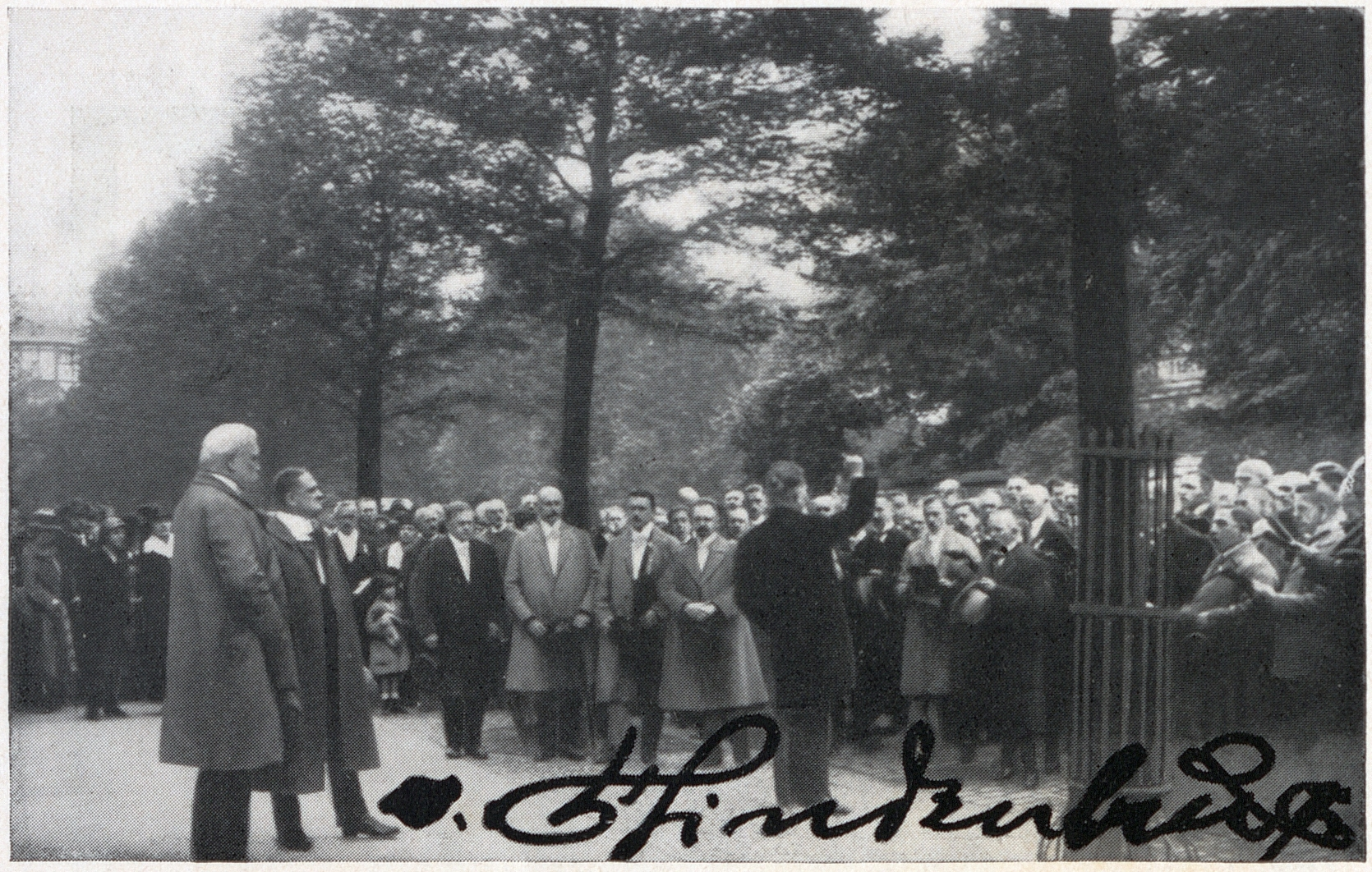
Leipziger Männerchor 1923 in Hannover mit einem Auftritt vor Paul von Hindenburg

1928 wurde ein eigenes Vereinsorchester gegründet, der erste gemeinsame Auftritt erfolgte am 2. April als Frühjahrskonzert in der Leipziger Alberthalle. Im Rahmen von Konzerten in Berlin wurden am 15. April 1933 Chorwerke von Gustav Wohlgemuth für Schallplattenproduktionen eingesungen, am 1. Juni 1935 fanden zum selben Zweck weitere Aufnahmen statt. Wohlgemuth leitete den Chor, dem zeitweise fast 400 Mitglieder angehörten, bis zu seinem Tode im Jahr 1937.
Die nationalsozialistische Tendenz im Repertoire des Chors nahm seit den 1930er-Jahren zu. Während der Zeit des Zweiten Weltkriegs fanden fast ausschließlich Konzerte zu Ehren hochrangiger Nationalsozialisten und gefallener deutscher Soldaten statt.
In der Nachkriegszeit versuchte der Chor vergeblich, an die unter der Leitung Wohlgemuths erzielten Erfolge anzuknüpfen. Da die Mitgliederzahl kontinuierlich abnahm, vereinigte sich der Leipziger Männerchor mit anderen Chören, behielt seinen Namen jedoch bei.

## Dirigenten
- Gustav Wohlgemuth (1891–1937)
- Hans Stieber (1938–1947)
- Walter Knape (1947–1956)
- Heinrich Bergzog (1956–1969)
- Armin Oeser (1970–1988)
- Hans Teichmann (1988–1996)
- Helmut Werler (1997–1998)
- Jacqueline Klee (1998–1999)
- Siegfried Hofmann (1999–2003)
- Dieter Koglin (seit 2004)

## Veröffentlichungen auf Schellack-Platten
- Leipziger Männerchor/Gustav Wohlgemuth: Scheiden/Schön ist die Jugend. GR 10018.[1]
- Leipziger Männerchor/Gustav Wohlgemuth: Wies daheim war/Schön ist die Jugend. GR 10436.[2]
- Leipziger Männerchor/Gustav Wohlgemuth: Vaterland/Wies daheim war. GR 25185.[3]